# Evert Huttunen
Evert Johan Valdemar Huttunen (né le 8 mai 1884, à Toksovo, Gouvernement de Saint-Pétersbourg, mort le 29 mars 1924) est un journaliste et un homme politique finlandais.
Il est membre de l’Eduskunta de 1916 à sa mort au titre du Parti social-démocrate de Finlande. 